# Floarea darurilor
Floarea darurilor este o carte populară, cu caracter moralizator, care s-a bucurat de o largă circulație în spațiul cultural românesc. A fost publicată la 1491 în Florența, sub titlul Fiore di virtù. Cu binecuvântarea mitropolitului Antim Ivireanu a fost publicată o traducere din italiană în română, pe la 1700, la tipografia de la Mănăstirea Snagov.
Este cea mai veche dintre cărțile populare cu caracter moralizator. A fost alcătuită în secolul al XIII-lea de călugărul Tommaso Gozzadini, fiind compusă din maxime și istorioare care aparțin literaturii italiene medievale. Se crede că pe la 1480 s-a făcut prima traducere din italiană, de către postelnicul Ghermanul Valahul, sol al lui Ștefan cel Mare.
Are 35 de capitole, fiecare fiind format din definiția unei virtuți și a viciului sau păcatului corespunzător, o raportare metaforică la un animal, citate sentențioase din diverși autori și o scurtă parabolă moralizatoare.